# Zwölfsteinring von Moelv
Der Zwölfsteinring von Moelv (norwegisch Tolvsteinsringen) befindet sich zwei Kilometer nördlich des Ortes Moelv in Ringsaker, im Fylke Innlandet in Norwegen. Er ist wahrscheinlich 2000 bis 2500 Jahre alt.

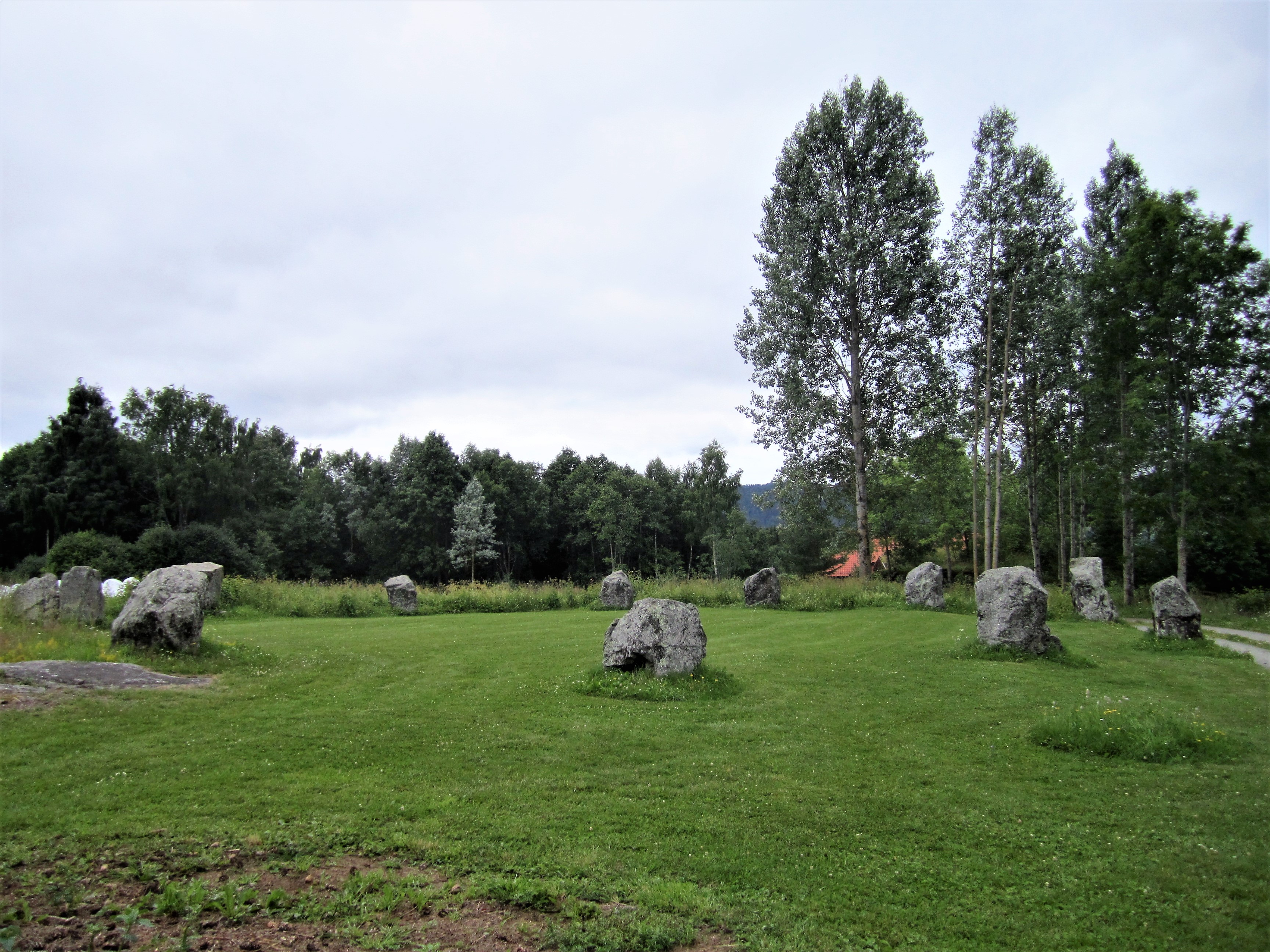
Zwölfsteinring

Der Domarring (deutsch „Richterring“) am See Mjøsa hat einen Durchmesser von etwa 25,0 m. Er besteht aus zwölf sorgfältig ausgewählten Megalithen, die etwa die gleiche Form und Größe haben. Die meisten anderen Richterringe haben ungerade Steinzahlen. Ihre Höhe liegt in Moelv zwischen 1,2 und 1,5 m. Zehn der etwa sieben Tonnen wiegenden Steine waren umgeworfen und wurden bei der Restaurierung wieder aufgestellt. Es gibt archäologische Belege dafür, dass der Steinkreis als Grabeinhegung errichtet wurde. Vieles spricht jedoch dafür, dass der Kreis mehrere Funktionen hatte. 
In Norwegen sind mehr als 50 solcher Steinkreise erhalten. Der Zwölfsteinring ist der nördlichste. Die Anlage ist als Bodendenkmal geschützt, eingezäunt und mit einer Erläuterungstafel versehen.
In der Nähe liegen die Felsritzungen von Stein.